# Franco Ponti
Franco Ponti (* 21. Februar 1921 in Bellinzona; † 24. Oktober 1984 in Lugano) war ein Schweizer Architekt.

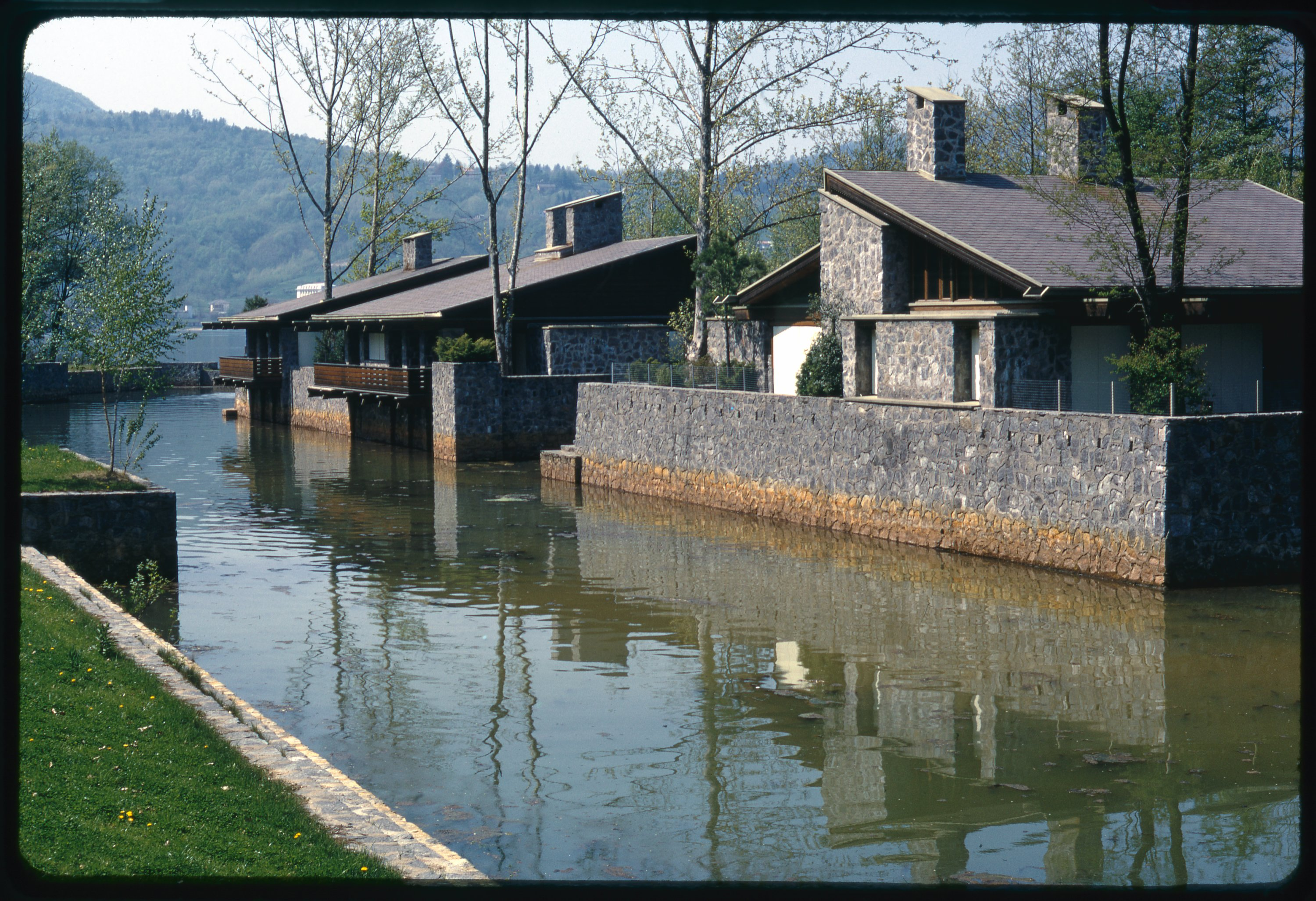
Franco Ponti, Villaggio San Michele, Caslano (1961–1972)

## Leben
Franco Ponti, Sohn von Santino aus Induno Olona und Maddalena Deon, besuchte die Grundschule in Bellinzona und anschliessend das Gymnasium am Collegio Papio in Ascona. Nach zwei Semestern Studium des Ingenieurwesens an der ETH Zürich wechselte er an die Fakultät für Architektur, wo er drei Jahre lang blieb, ohne sein Studium abzuschliessen.
1948 eröffnete er in Bellinzona ein Atelier mit dem Architekten Peppo Brivio (1923–2016), mit dem er an Wohnungsprojekten und dem Haus seines Bruders Armando Ponti (1950) arbeitete. Er produzierte Bauwerke in Mailand, Ascona und Sion, was ihn von 1950 bis 1955 beschäftigte, dem Jahr, in dem er ein Studio in Lugano eröffnete. Dort projektierte er seine Hauptwerke: Casa Rossi in Vezia (1958), Casa Spoerl in Muzzano (1959), Casa Hurni in Breganzona (1960–1963), Casa Boni in Massagno (1961–1963), Casa Fedele in Arbedo (1962), Casa Graf in Vezia (1963–1966), Casa Tognola in Biasca (1965) und das Quartier San Michele in Caslano (1961–1972).
Mit dem Architekten Milo Navone, Mitarbeiter von 1969 bis 1979, baute er das Tognola-Haus in Grono (1968–1969), die Villa Tettamanti in Castagnola (1969–1971), die Casa Boillat in Vezia (1960–1962), die Villa Masoni in Arogno (1972–1975), die Casa Marchi in Porza, die Casa Cattaneo in Aldesago (1974–1975) und die Casa Maurino in Biasca (1973–1975). 1978 wurde er Mitglied des Verbandes der Schweizer Architekten (SIA).

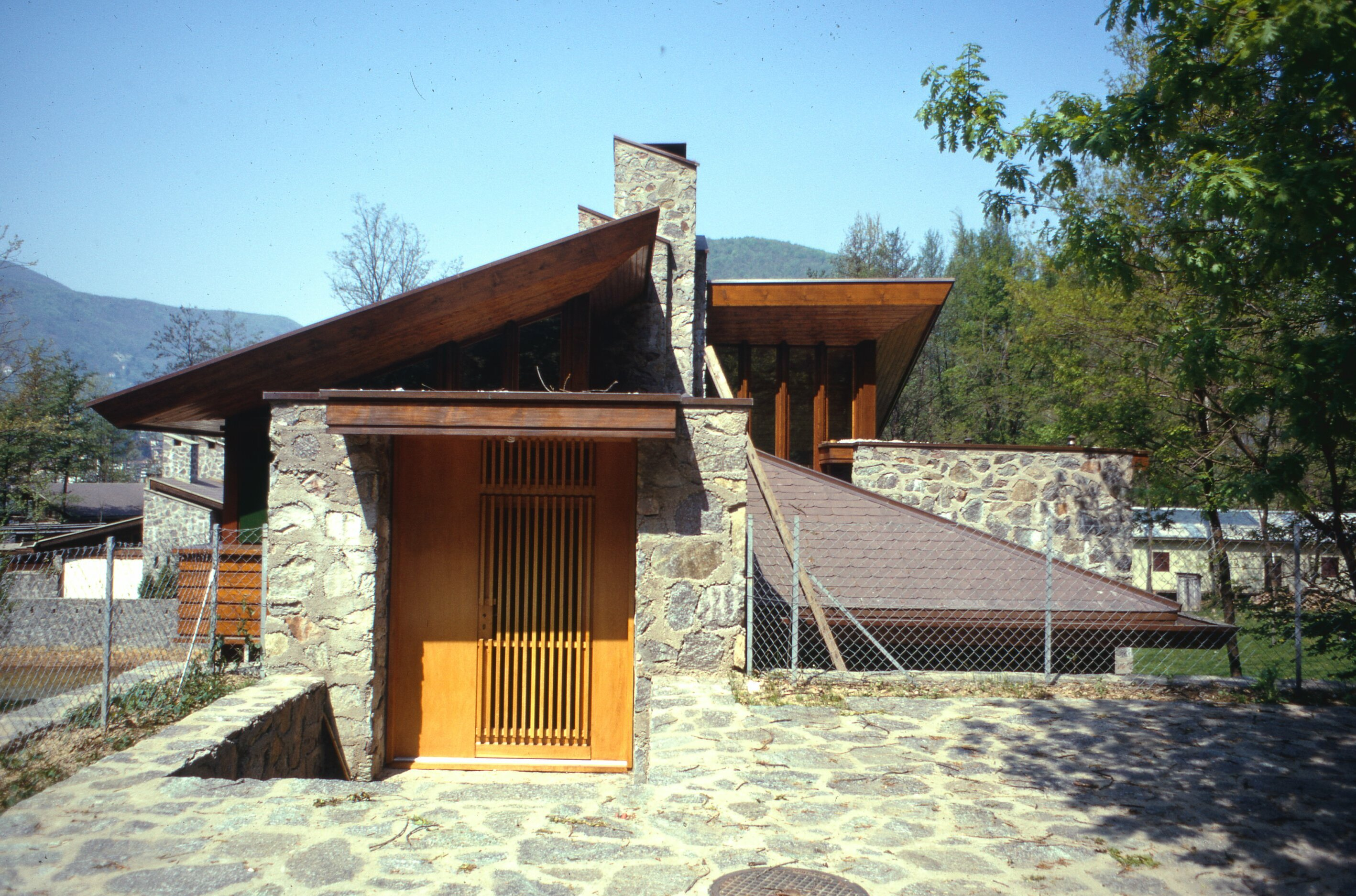
Wohnhaus des Quartiers San Michele, Caslano

## Architektonischer Stil
Ponti, einer der bedeutendsten Architekten der Schweizer Nachkriegsarchitektur, war ein Anhänger der Schule für organische Architektur von Frank Lloyd Wright. Viele von Pontis Werken enthalten Hinweise auf das Werk des amerikanischen Architekten. Er achtete besonders auf die Funktion der von ihm entworfenen Räume, auf ihr ästhetisches Erscheinungsbild, das von Einfachheit und Rationalität inspiriert ist, insbesondere bei Pflanzen und Fassaden, auf die Kontinuität zwischen den Innenräumen und auf die Integration des Gebäudes in die umgebende Landschaft.
Für die von ihm entworfenen Häuser verwendete Ponti viel natürliche Materialien, vor allem Stein und Holz. Er wählte Stein für den Bau der massiven Mauern der unteren Teile der Gebäude, als verbindendes Element mit der Erde und der umgebenden Natur. Sein Stil blieb während seiner gesamten Karriere konstant, wobei er sich auf ein eher begrenztes Repertoire an Formen stützte und stark mit Wrights Inspiration verbunden war.
Pontis Bauwerk wurde gezeigt in einer Ausstellung der Fondazione Archivi Architetti Ticinesi, die 1998 im ehemaligen Augustinerkloster in Monte Carasso stattfand.